# SOX4
SOX4‏ (SRY-box 4) هوَ بروتين يُشَفر بواسطة جين SOX4 في الإنسان.